# Elzéar Genêt
 (novembre 2024).
Si vous disposez d'ouvrages ou d'articles de référence ou si vous connaissez des sites web de qualité traitant du thème abordé ici, merci de compléter l'article en donnant les références utiles à sa vérifiabilité et en les liant à la section « Notes et références ».
Elzéar Genêt de Carpentras (aussi orthographié à l'italienne Eliziari Geneti et couramment surnommé "Carpentras") est un clerc, chanteur et compositeur comtadin de la Renaissance né vers 1470 et mort le 14 juin 1548.

## Biographie
Né à Carpentras et formé à la Maîtrise du Chapitre de Saint-Siffrein, Elzéar Genêt fut engagé à la chapelle pontificale d'Avignon en 1505 et sans doute ordonné prêtre à cette occasion.
À la suite de l'élection à la Papauté (en 1503) de Jules II, ancien évêque de Carpentras et d'Avignon, Elzéar Genêt est nommé en 1508 chantre de la chapelle pontificale à Rome. Sa réputation dépasse les frontières et il œuvre quelques mois à la cour du Roi de France Louis XII.
Rappelé à Rome par le Pape Léon X et devenu maître de la chapelle pontificale en 1514, il conserva son poste jusqu'à l'élection en janvier 1522 de l'austère Adrien VI : il quitta alors Rome pour Avignon et le Comtat Venaissin.
Il occupa à partir de 1522 plusieurs charges ecclésiastiques à Avignon : doyen de Saint-Agricol et chanoine de la Métropole archiépiscopale.
Atteint d'acouphènes à partir de 1526, il se consacra à la publication imprimée de sa musique sacrée. Ainsi, quatre grands recueils de ses œuvres (cinq messes et onze leçons de Ténèbres dont les Lamentations de Jérémie en 1532, vingt-cinq Hymnes, treize Magnificat et vingt-huit motets de 1535 à 1539) furent édités par l'imprimeur avignonnais Jean de Channey selon un contrat passé devant notaire le 2 janvier 1531. Deux de ces volumes furent dédiés au Pape Clément VII et les deux autres au cardinal Hippolyte de Médicis.

Mort le 14 juin 1548 à l'âge de 78 ans, Elzéar Genêt est inhumé dans le chœur de la collégiale Saint-Agricol à Avignon : une dalle située derrière l’autel en fait mention. 

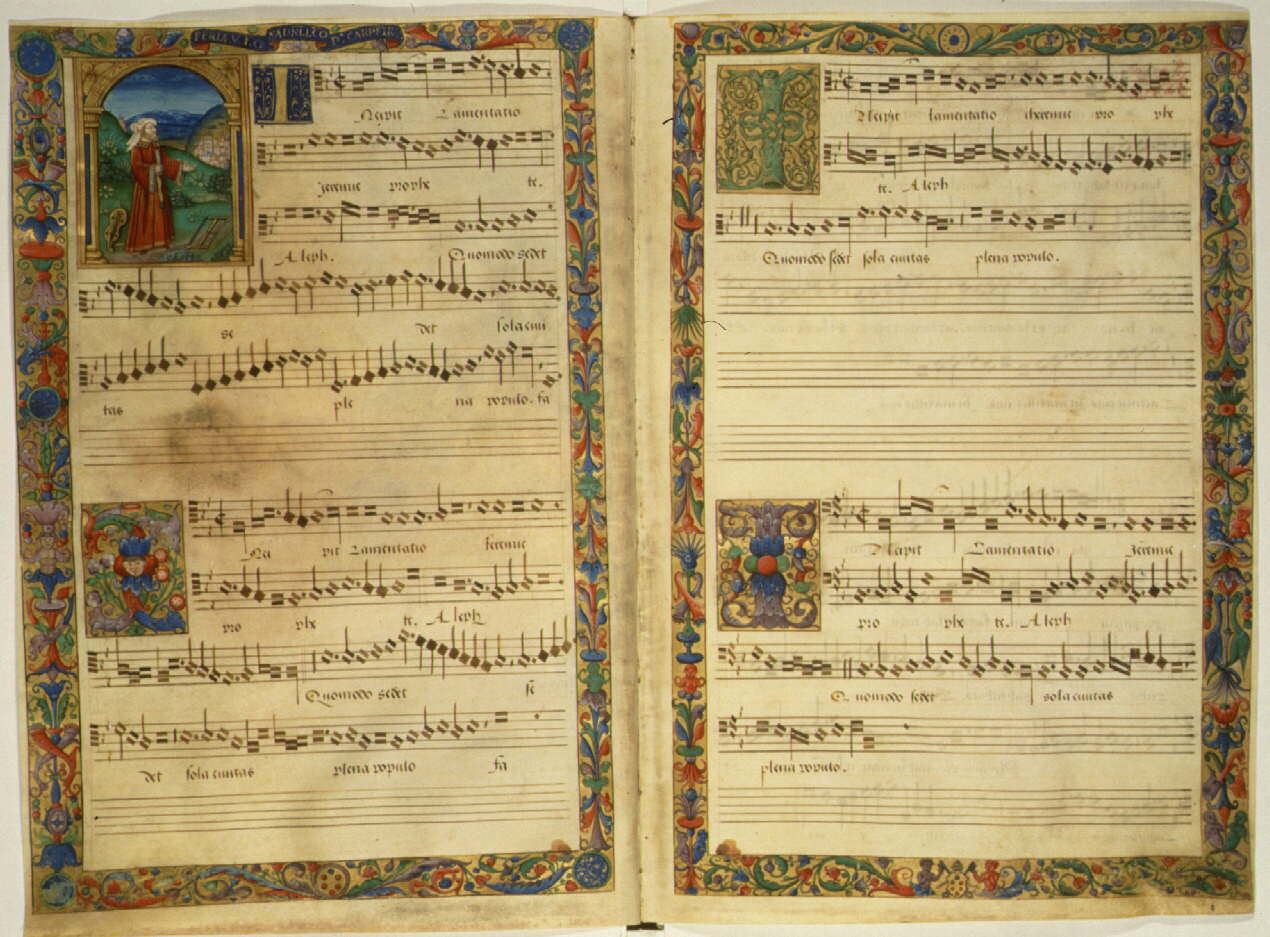
Manuscrit sur parchemin des Lamentations de Jérémie composées par Elzéar Genêt. Ce manuscrit a été présenté au pape Clément VII vers 1524

.

## Œuvres
Elzéar Genêt est l'auteur de plusieurs messes, Magnificat, psaumes, hymnes, motets, leçons des Ténèbres ainsi que de chansons profanes. Ses Lamentations de Jérémie firent sa célébrité et sa postérité notamment à Rome, sans doute jusqu'à celles composées par Palestrina.
Outre les publications dirigées par l'auteur, les œuvres de Genêt de Carpentras figurent également dans plusieurs recueils musicaux de l'époque édités par exemple dans les Etats Pontificaux, à Paris, Venise, ou Nuremberg. Deux de ses chansons profanes sont publiés à Lyon en 1541  par Jacques Moderne dans le neuvième livre du Parangon des Chansons.

## Postérité
François Rabelais le mentionne comme l'un des principaux musiciens de son époque dans le Livre IV de Pantagruel.
Comme l'atteste notamment le travail du maître de chapelle de Saint-Siffrein Auguste Alary (1847-1918) en 1886 et la tradition des " Vêpres chantées " de la cathédrale, ses œuvres continuent d'être régulièrement interprétées : le chœur "Elzéar Genêt" de Carpentras (fondé en 1934 et ainsi dénommé en son hommage) perpétue cette tradition à Carpentras. 

## Discographie
En 1992, l'ensemble A Sei Voci a enregistré les Lamentations du Prophéte Jérémie (Erato. MusiFrance 2292-45021). 
L'ensemble américain Pomerium a également enregistré les Lamentations dans un album consacré à des compositeurs du premier tiers du XVIe siècle.